# Francesco Riviera
Francesco Riviera (Venezia, 21 marzo 1909 – ...) è stato un calciatore italiano, di ruolo difensore.

## Carriera
Nella stagione 1926-1927 fa il suo esordio in competizioni professionistiche giocando 10 partite in Prima Divisione (la seconda serie dell'epoca) con la maglia del Mantova; rimane nella squadra lombarda anche nel corso della stagione 1927-1928, durante la quale gioca altre 11 partite in seconda serie senza mai segnare. Viene successivamente riconfermato anche per la stagione 1928-1929, nella quale gioca 22 partite per un totale di 44 presenze senza reti con la maglia del Mantova. A fine campionato i virgiliani retrocedono a causa della riforma dei campionati che porta alla nascita di Serie A e Serie B, con Riviera che nella stagione 1929-1930 gioca in quest'ultima, con la maglia della Fiorentina. Con i toscani disputa 10 partite in Serie B, per poi lasciare la squadra viola a fine stagione.
Nel 1930 passa al Montevarchi per disputare il campionato di Seconda Divisione (la quarta serie dell'epoca); con i rossoblu gioca tutte e 18 le partite in calendario, conquistando il secondo posto in classifica dietro alla squadra riserve della Fiorentina, con conseguente promozione in Prima Divisione (diventata la terza serie dopo la riforma del 1929), categoria in cui Riviera gioca 8 partite nella stagione 1931-1932.
Dal 1933 al 1935 gioca due campionati consecutivi in Prima Divisione con la maglia del Sora, per poi tornare al Montevarchi nel 1935: qui gioca 5 partite in Serie C nella stagione 1935-1936, per poi lasciare nuovamente la squadra toscana.
In carriera ha giocato complessivamente 54 partite nella seconda serie italiana.